# Zin
Zin (möjligen av arabiskans djinn) är en vattenande i mytologin hos folk i norra Nigeria. Det sägs att en enda blick av dessa andar kan få mycket allvarliga konsekvenser.